# Кјеза Нуова (Ла Специја)
Кјеза Нуова је насеље у Италији у округу Ла Специја, региону Лигурија.
Према процени из 2011. у насељу је живело 68 становника. Насеље се налази на надморској висини од 195 м.